# Fix Laudon!
Fix Laudon ist ein österreichisches Fluchwort. Es ist aus Kruzifix und dem Namen des österreichischen Feldherrn Ernst Gideon von Laudon (1717–1790) gebildet. Es wird wie „Verdammt!“ verwendet und kurz auch „Fix!“ oder „Fix no amal!“ gesprochen.
„Fix Laudon!“ wird in Österreich allgemein verwendet und findet sich auch in literarischen Werken, wie etwa in Meister Jakob und seine Kinder (Adam Müller-Guttenbrunn) oder Liliom (Ferenc Molnar). Auch im Tschechischen ist der Ausruf bekannt.
Die erstmalige Verwendung des Ausrufes wird Maria Theresia zugeschrieben, die damit 1740 auf den Angriff des preußischen Königs Friedrich II. auf Schlesien reagiert haben soll.